# Comme un cheveu sur la soupe
Pour plus de détails, voir Fiche technique et Distribution.
Comme un cheveu sur la soupe est un film français réalisé par Maurice Regamey en 1957. Cette comédie met pour la première fois en vedette à l'écran, l'acteur Louis de Funès, déjà âgé de 42 ans.

## Résumé
Pierre Cousin, compositeur incompris, qui de surcroît se voit rejeté par son ex-fiancée Wanda, veut mourir. Cinq fois, usant de moyens différents, il tente de se suicider ; en vain. Il a alors l'idée de s'adresser à des tueurs professionnels, qui, contre argent, vont le supprimer. Mais entre-temps, il sauve de la noyade Caroline et reprend goût à la vie, d'autant que son action lui vaut une flatteuse publicité: sa musique est enfin reconnue, et Caroline en devient la chanteuse interprète. C'est alors que se profile l'ombre des malfrats, soucieux d'honorer leur contrat. Il faudra une bagarre pour clarifier la situation, sous les rythmes entraînants du groupe de jazz du batteur Moustache, à "La Belle Vie", où Pierre Cousin et Caroline Clément donnaient leur premier spectacle.

## Fiche technique
- Réalisation : Maurice Regamey, assisté de Jacques Besnard
- Scénario : Jean Redon, Yvan Audouard, Maurice Regamey inspiré du roman Les tribulations d'un Chinois en Chine de Jules Verne
- Adaptation : Jacques Besnard
- Dialogues : Jean Redon, Yvan Audouard
- Décors : Roger Briancourt, assisté de Jacques Mély et André Guérin
- Photographie : Paul Cotteret
- Opérateur : Guy Suzuki, assisté de René Guissart, Jean Marginière
- Musique : Georges Van Parys
- Chansons : Mon cœur et moi, Mon amour et ma vie de Jean Broussolle et Georges Van Parys (Nouvelles éditions Méridian)
- Montage : Gilbert Natot, assisté de Marie-Josèphe Yoyotte
- Son : René-Christian Forget, assisté de Gabriel Salagnac et Guy Mallet
- Régisseur général : Margot Capelier
- Production : Champs-Élysées Production (France)
- Distribution : Pathé Consortium
- Tournage du 26 décembre 1956 au 12 février 1957 aux studios "Franstudio"
- Format : Noir et blanc - 35 mm - Son mono
- Durée : 79 minutes
- Genre : Comédie
- Date de sortie : 
  - France : 23 août 1957
- Visa d'exploitation : 18889
- Affiche : André Bertrand (France)

## Distribution
- Louis de Funès : Pierre Cousin, compositeur malheureux
- Nadine Tallier : Juliette, l'entraîneuse de "La Belle Vie"
- Christian Duvaleix : le journaliste
- Christian Méry : Angelo, le gangster corse
- Louis Massis : le photographe du journal
- Léo Campion : M. Ferdinand Boutiller, impresario et éditeur de disques
- Pierre Stephen : le commissaire de police Bargeot
- Sabine André : une cliente de la crèmerie
- Simone Berthier : Mme Julie, la concierge de Pierre Cousin
- Billy Beck : le client ivre à "La Belle Vie"
- Jim Balla
- Max Dalban : le patron du café "Le Bazar"
- Hubert Deschamps : le directeur de la banque
- Pierre Doris : le chasseur du "Néant"
- Max Dejean : un infirmier de l'asile
- Géo Dorlis : le directeur de la boîte "La Belle Vie"
- Albert Michel : l'employé du gaz
- Pierre Mirat : l'agent notant l'adresse
- Philippe Nyst : un gangster
- Mireille Ozy : la serveuse de la crèmerie
- Bernard Regnier
- Roger Saget : le policier qui prête son pantalon
- Pierre Tornade : Émile, le maître d'hôtel de la boîte
- Étienne Decroux : le fou astrologue
- Danielle Lamar : Wanda, l'ex-petite amie de Pierre
- Eddy Rasimi : le chasseur de la boîte "La Belle Vie"
- Robert Manuel : Tony, le tueur mélomane
- Jacques Jouanneau : Amédée, le tueur amateur au flipper
- Noelle Adam : Caroline Clément, la jeune femme qui veut se suicider
- Moustache : le batteur de l'orchestre
- Luc Andrieux : l'éclusier (non crédité)
- Marcel Bernier : un plongeur des cuisines (non crédité)
- Paul Bisciglia : le livreur de fleurs (non crédité)
- Jackie Blanchot : Paulo, un gangster (non crédité)
- Jean-Pierre Cassel : un journaliste (non crédité)
- Lucien Desagneaux : le laitier (non crédité)
- Pierre Duncan : un gangster dévalisant "Le Bazar" (non crédité)
- Gabriel Gobin : le terrassier devant chez Pierre (non crédité)
- Grégoire Gromoff : un client de la crèmerie (non crédité)
- Gib Grossac : le nouveau fiancé de Wanda (non crédité)
- René Hell : l'homme blessé au commissariat (non crédité)
- Robert Le Béal : le docteur au commissariat (non crédité)
- Julien Maffre : le marinier sur la Seine (non crédité)
- Judith Magre : une journaliste (non créditée)
- Robert Mercier : un plongeur des cuisines (non crédité)
- Lajos Molnár : le violoniste du cabaret russe (non crédité)
- Bernard Musson : le serveur du "Bazar" (non crédité)
- Laure Paillette : la crémière (non créditée)
- Jean-Marie Rivière : un acolyte d'Angelo (non crédité)
- Louisette Rousseau : une auditrice au cabaret (non créditée)
- Maurice Regamey : un turfiste (non crédité)
- Silvia Solar (non créditée)
- Michel Thomass : le violoniste de l'orchestre russe (non crédité)
- Claude Bertrand : le client mécontent au bar (non crédité)
- Jean-François Laley : le présentateur télé (voix, non crédité)
- Roger Lecuyer : un serveur de la boite de nuit (non crédité)

## Tournage
Le film est tourné à partir du 26 décembre 1956 aux studios Franstudio de Saint-Maurice car la location est moins chère pendant les fêtes de fin d'année. Il est vrai que le budget du réalisateur est limité.

## Autour du film
- Premier film dans lequel Louis de Funès tient le rôle principal. C'est également l'un des seuls où on le voit jouer du piano, instrument qu'il maîtrise parfaitement depuis l'âge de 5 ans. Il fut également pianiste de bar avant sa carrière d'acteur.
- Premier rôle pour l'actrice Noëlle Adam, danseuse à l'origine et découverte au cabaret La Nouvelle Ève[1].
- Pour sa première semaine en salle, le film attira plus de spectateurs que Sissi impératrice, sorti la semaine précédente, mais le succès s'estompa très vite[1].

## Récompenses
- Prix record du monde de rire 1957